# Elapognathus minor
Elapognathus minor là một loài rắn trong họ Rắn hổ. Loài này được Günther mô tả khoa học đầu tiên năm 1863.